# Paullinia cururu
Paullinia cururu là một loài thực vật có hoa trong họ Bồ hòn. Loài này được Carl von Linné mô tả khoa học đầu tiên năm 1753.